# Haughton (Staffordshire)
Haughton is een civil parish in het bestuurlijke gebied Stafford, in het Engelse graafschap Staffordshire. In 2001 telde het dorp 1009 inwoners.
De parochiekerk van 'St Giles' stamt waarschijnlijk uit de vijftiende of zestiende eeuw, maar is in 1877 grondig gerenoveerd. Zij staat op de Britse monumentenlijst.